# Syðrugøta

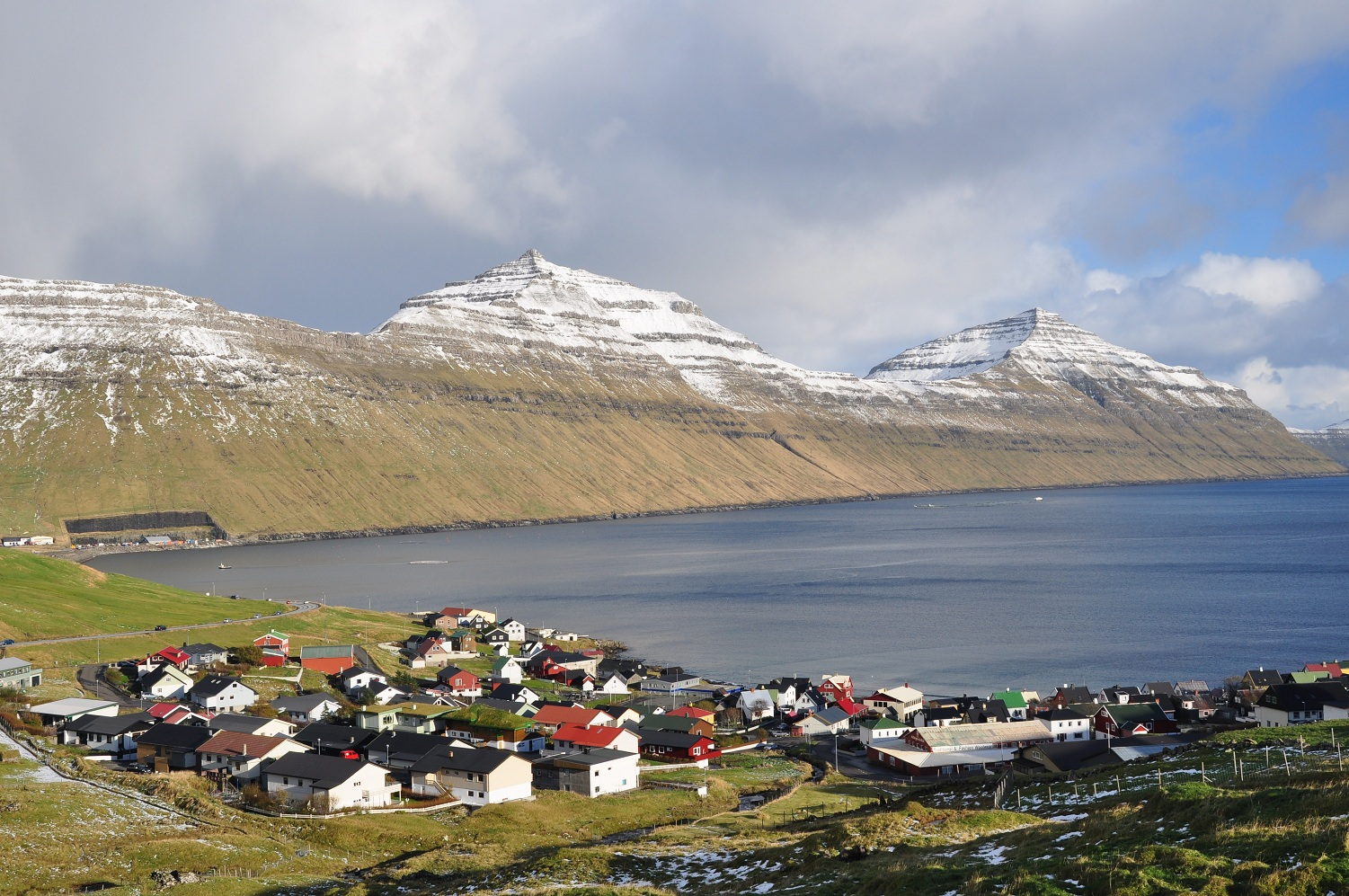
Syðrugøta mit den Bergen Sigatindur und Gøtunestindur (2010)

Syðrugøta [ˈsiːɹʊˌgøːta] (dänischer Name: Sydregøte) ist ein Ort der Färöer im Südwesten Eysturoys.
- Einwohner: 511 (September, 2024[1])
- Postleitzahl: FO-513
- Kommune: Eysturkommuna

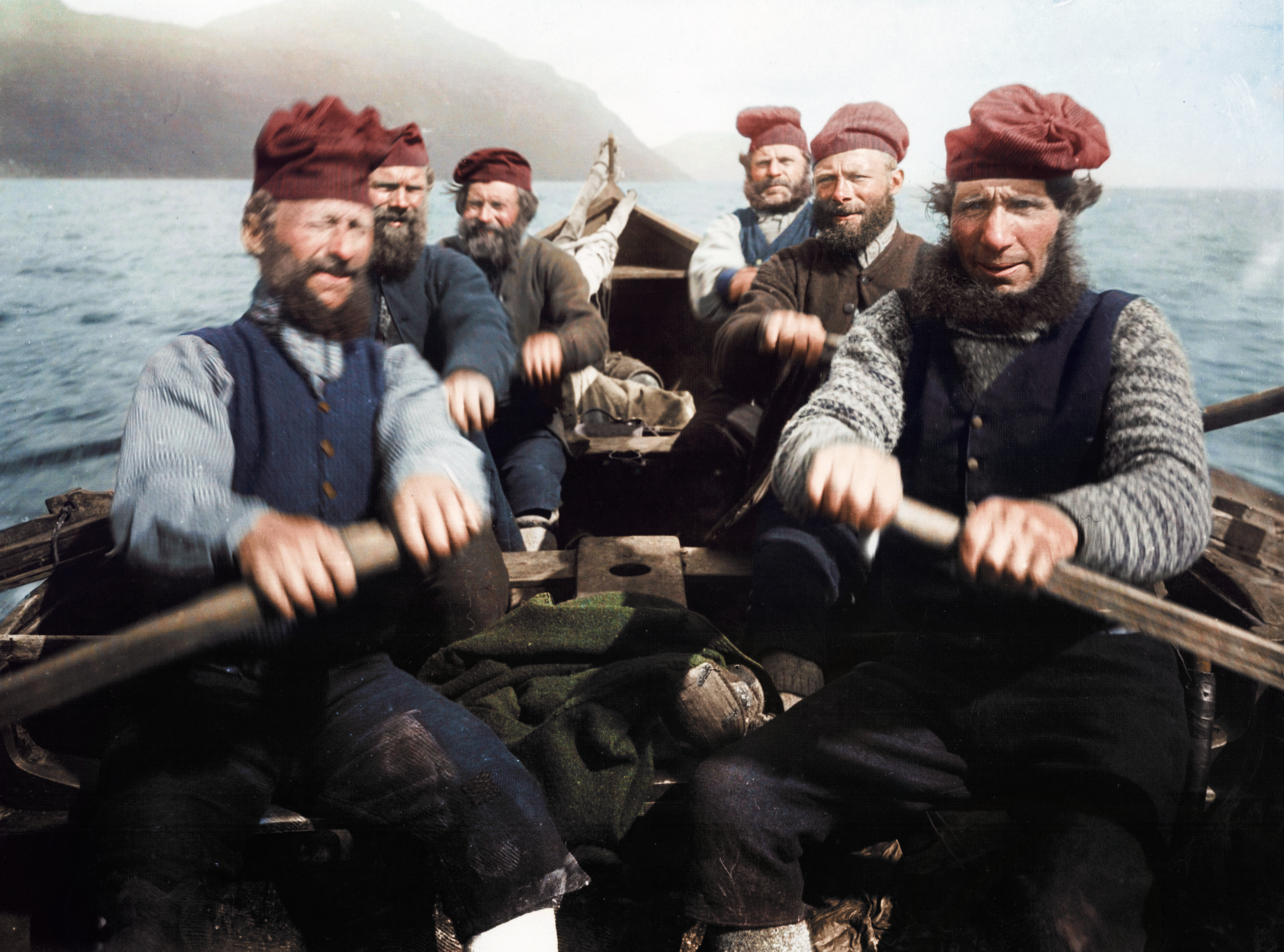
Fischer aus Syðrugøta (koloriert, 1898)

Syðrugøta liegt am Ende des Fjords Gøtuvík an der Ostküste der Ostinsel Eysturoy. Syðrugøta besitzt einen kleinen Sandstrand, was auf den Färöern selten vorkommt. Hier befindet sich die Maschinenstrickerei Tøting, wo traditionelle Wollprodukte hergestellt werden.
Ausgrabungen belegen, dass der Ort seit der Wikingerzeit besiedelt ist.
Zusammen mit den Nachbardörfern Gøtugjógv und Norðragøta wird es oft nur Gøta genannt. Der Name Gøta bedeutet „Straße“, zumal von jeher die Hauptstraße von Skálafjørður zu den weiter nördlich und östlich gelegenen Siedlungen hier verläuft. Der erste Namensbestandteil besagt, dass es sich um das südliche zweier Dörfer handelt. Gøtugjógv ist deshalb als Siedlung jünger als die beiden anderen. Eine alte Sage will, dass die Pfarrkirche ursprünglich in Syðrugøta gestanden hätte, dann aber wegen eines Verbrechens nach Norðragøta verlegt sei. Es gibt immer noch Zeichen, die auf den damaligen Standort der Kirche und des Friedhofs schließen lassen. Ursprünglich wies der Ort zwei „býlingar“ (Ortsteile) auf, und zwar Niðri við Hús und úti í Grógv, wobei diese aber längst zusammengewachsen sind. 
Um das Jahr 1860 herum entstand eine neue Siedlung, Undir Gøtueiði, die auf der Allmende von Syðrugøta liegt und an Skálafjørður angrenzt. 
Syðrugøta hat eine große Allmende, zumal die Entfernung zwischen dem nördlichsten Zipfel der Allmende und dem Ortskern ziemlich weit ist. Eine Sage will, dass die Einwohner von Syðrugøta über eine Behausung mit Feuerstätte im nördlichsten Zipfel verfügten, damit sie dort würden übernachten können, falls sie es nicht schafften, vor Anbruch der Dunkelheit nach Hause zu kommen. Ein Schäfer des Dorfs, der Jákup Dintil genannt wurde, konnte außerordentlich schnell rennen. Er hielt sich eines Abends in diesem Haus auf, als plötzlich zwei Schafdiebe dort einstiegen und ihn erblickten. Durch Schnelligkeit und Geschick gelang es ihm, den beiden Missetätern zu entfliehen, wonach er nach Hause rannte und über den Diebstahl berichtete. 
Bei stürmischen Winden aus dem Osten und Südosten kommt an der Küste starke Brandung auf. Norðragøta hat eine eher günstige Lage, weshalb der im Gemeindebesitz befindliche Hafen dort gebaut wurde. 
Auf dem Strand findet jeden Sommer das G! Festival des Ex-Clickhaze Musikers Jón Tyril statt, das bisher sehr erfolgreich war. Sehr viele Jugendliche finden den Weg dorthin, zumal das Festival Jahr für Jahr immer größer wird. Im Sommer 2005 waren 5.000 Gäste dabei, was einem Zehntel der färöischen Bevölkerung entspricht. Es gab Darbietungen namhafter ausländischer Interpreten wie Europe und Nephew.

## Persönlichkeiten
- Eivør Pálsdóttir (* 1983), Sängerin, Färingerin des Jahres 2004
- Elspa Mørkøre (* 1991), Leistungsschwimmerin, färöische Sportlerin des Jahres 2005